# Wurmlingen (Landkreis Tuttlingen)
Wurmlingen ist eine Gemeinde im Landkreis Tuttlingen in Baden-Württemberg. Zur Gemeinde Wurmlingen gehören außer dem gleichnamigen Dorf keine weiteren Ortschaften.

## Geographie

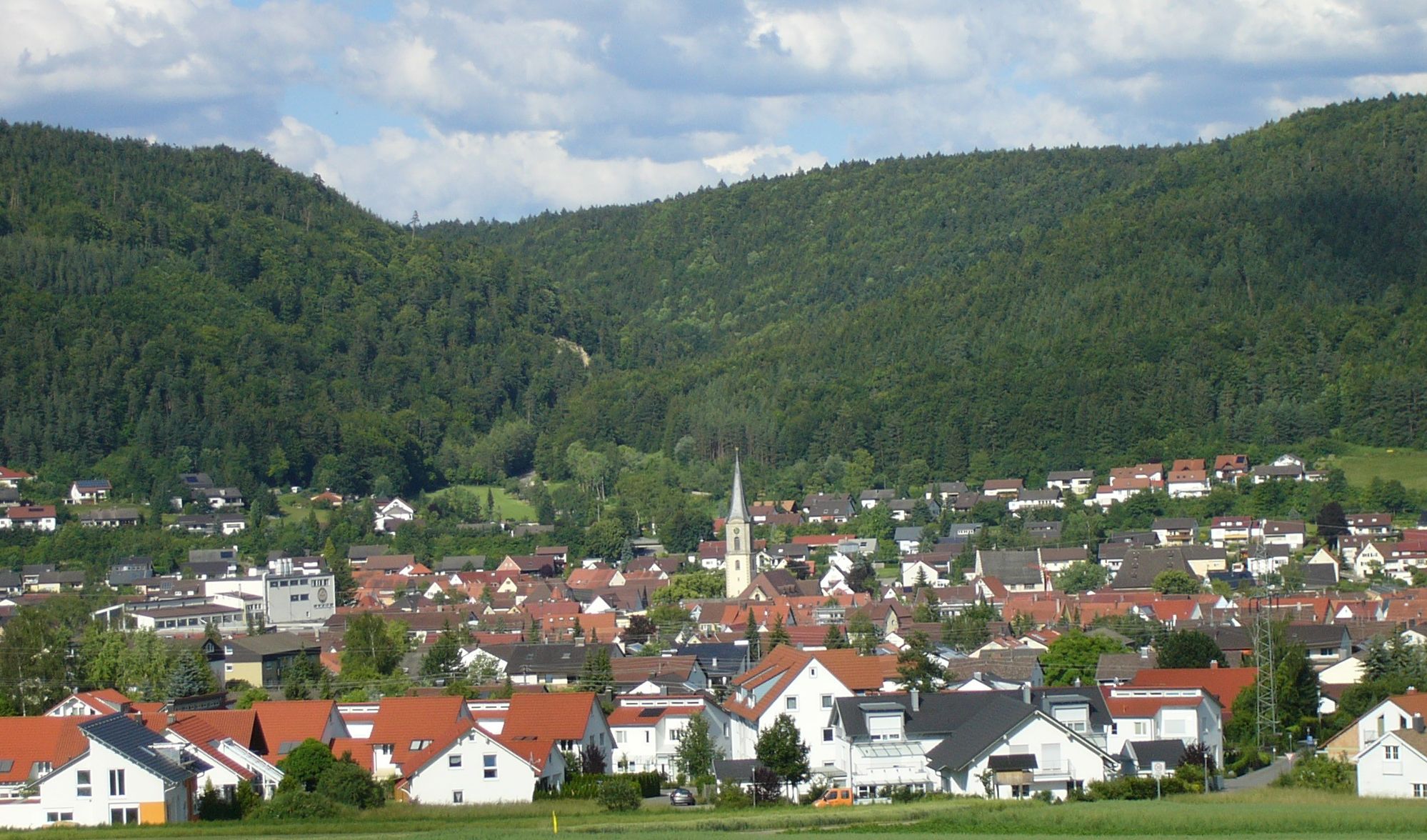
Blick auf den Ortskern Wurmlingens von Westen

Die Gemeinde Wurmlingen liegt nahe der Mündung des Faulenbachs in die Elta in einem weiten Talkessel der westlichen Schwäbischen Alb unmittelbar am 48. Grad nördlicher Breite. Die Gemarkungsfläche umfasst neben Teilen des Faulenbach- und Eltatals, die sich auf einer Höhe von ca. 650 m ü. NHN befinden, auch Anteile an der Hochfläche der Schwäbischen Alb (ca. 850 bis 890 m ü. NHN).

### Nachbargemeinden
Die Gemeinde grenzt im Norden an Rietheim-Weilheim, im Osten und Süden an die Kreisstadt Tuttlingen und im Westen an Seitingen-Oberflacht. Die Wurmlinger Gemarkung berührt zudem die Gemarkungen von drei Nachbargemeinden (Tuttlingen, Mühlheim an der Donau, Dürbheim) an einem einzigen Punkt im Ursental.

### Schutzgebiete
Wurmlingen hat im äußersten Norden einen kleinen Anteil am FFH-Gebiet Großer Heuberg und Donautal sowie am Vogelschutzgebiet Südwestalb und Oberes Donautal. Darüber hinaus gehört der östliche Teil des Gemeindegebiets zum Naturpark Obere Donau.

## Geschichte

### Römerzeit: Gutshof und römisches Bad

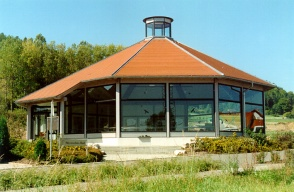
Römisches Bad (Schutzhaus)

In Wurmlingen befinden sich die Reste eines römischen Gutshofes sowie eines römischen Bades. Zur Zeit der Völkerwanderung verwendeten die Alamannen dieses Bad in Verbindung mit einem Holzhaus, eine der seltenen gezielten Nutzungen römischer Einrichtungen durch die Germanen. Die Reste des Badgebäudes sind unter einem Schutzhaus erhalten.

### Mittelalter: Alamannische Besiedlung und Ortsgründung
In einem alamannischen Gräberfeld im Bereich des heutigen Bahnhaltepunktes Wurmlingen Mitte wurde 1929 (beim damaligen zweigleisigen Ausbau der Bahnstrecke) das Speerblatt von Wurmlingen geborgen. Urkundlich erwähnt wurde Wurmlingen erstmals am 30. März 797 in einer Schenkungsurkunde des Klosters St. Gallen als „Wurmeringa“.
Der Name geht auf den Eigennamen Wurmhari oder Wurmheri zurück (vgl. -ingen). Auf der Gemarkung stand die Burg Wurmlingen auf einem Bergsporn etwa eineinhalb Kilometer nordwestlich der Kirche von Wurmlingen.
Ein geschichtlicher Zusammenhang zu Wurmlingen bei Rottenburg war lange nicht nachzuweisen. Eine Urkunde deutet aber auf eine Verbindung hin: Die Brüder Albert, Friederich und Heinrich von Wurmlingen, genannt die Hohin, Herren von Wurmlingen und Ministerialen der Grafen von Zollern, verkauften am 7. Dezember 1252 ihren Weinberg im Pfaffenberg (Kapellenberg) zu Wurmlingen bei Rottenburg mit Zustimmung ihres Herrn, des Grafen Friedrich von Zollern, an das Frauenkloster Kirchberg.

### Frühe Neuzeit: Herrschaft Konzenberg

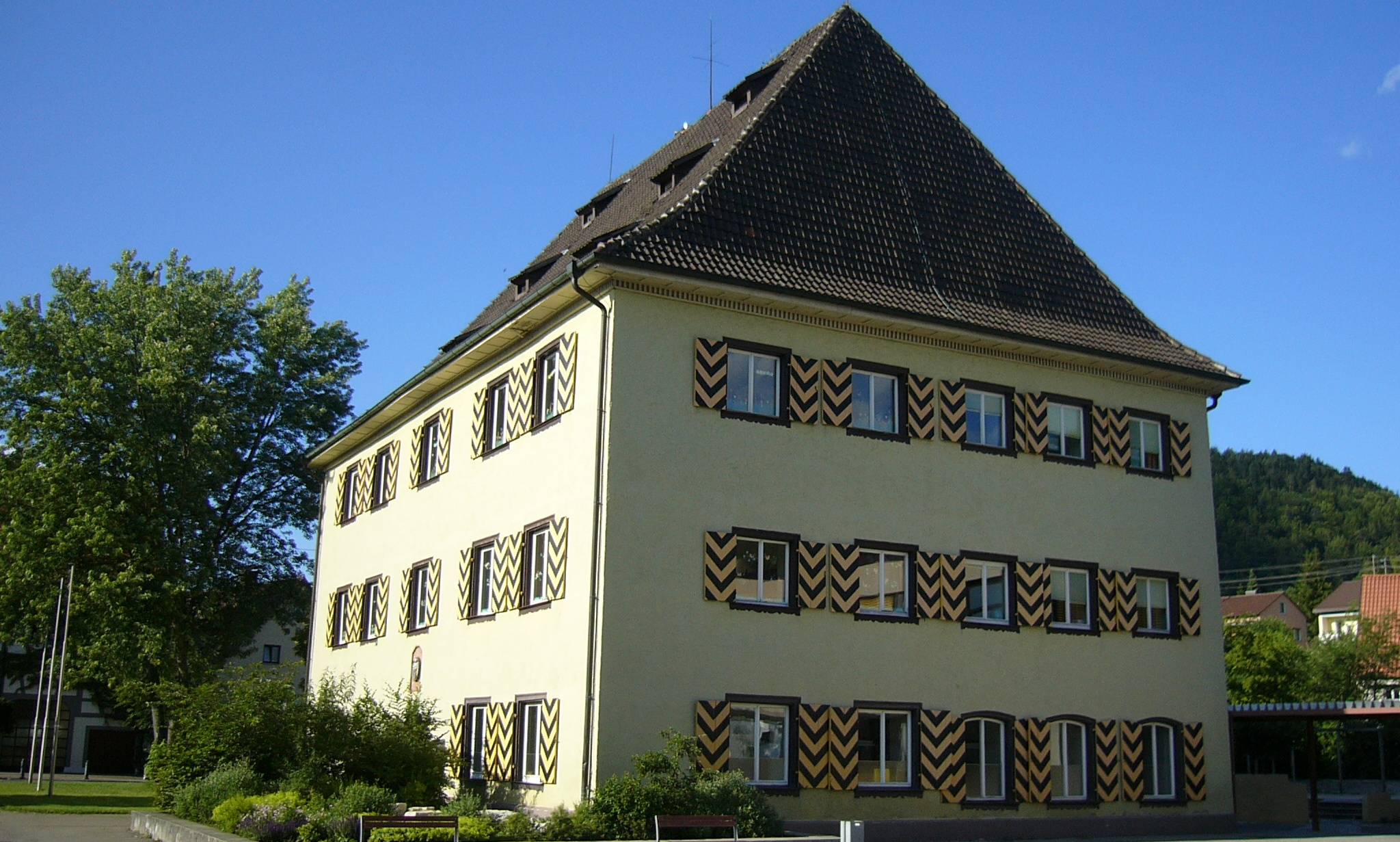
Schloss von 1602, heute Schule

Während der Frühen Neuzeit war Wurmlingen zentraler Ort der Herrschaft Konzenberg (vgl. Burg Konzenberg), welche im Besitz des Domkapitels des Bistums Konstanz war und neben Wurmlingen noch einige benachbarte Dörfer umfasste. Diese Jahrhunderte währende Zugehörigkeit zum Domkapitel prägt bis heute das Ortsbild mit seinem Schloss und der klassizistischen Sankt-Gallus-Kirche neben den einfachen alten, längst als reine Wohnhäuser genutzten Bauernhäusern. Das Schloss wurde 1602 im Auftrag des Dompropstes Jakob Fugger errichtet. 
1803 fiel Wurmlingen mit Konzenberg an das Kurfürstentum Baden, kam aber 1806 mit dem Tausch- und Epurationsvertrag an das Königreich Württemberg und wurde dem Oberamt Tuttlingen unterstellt.

### Württembergische Zeit

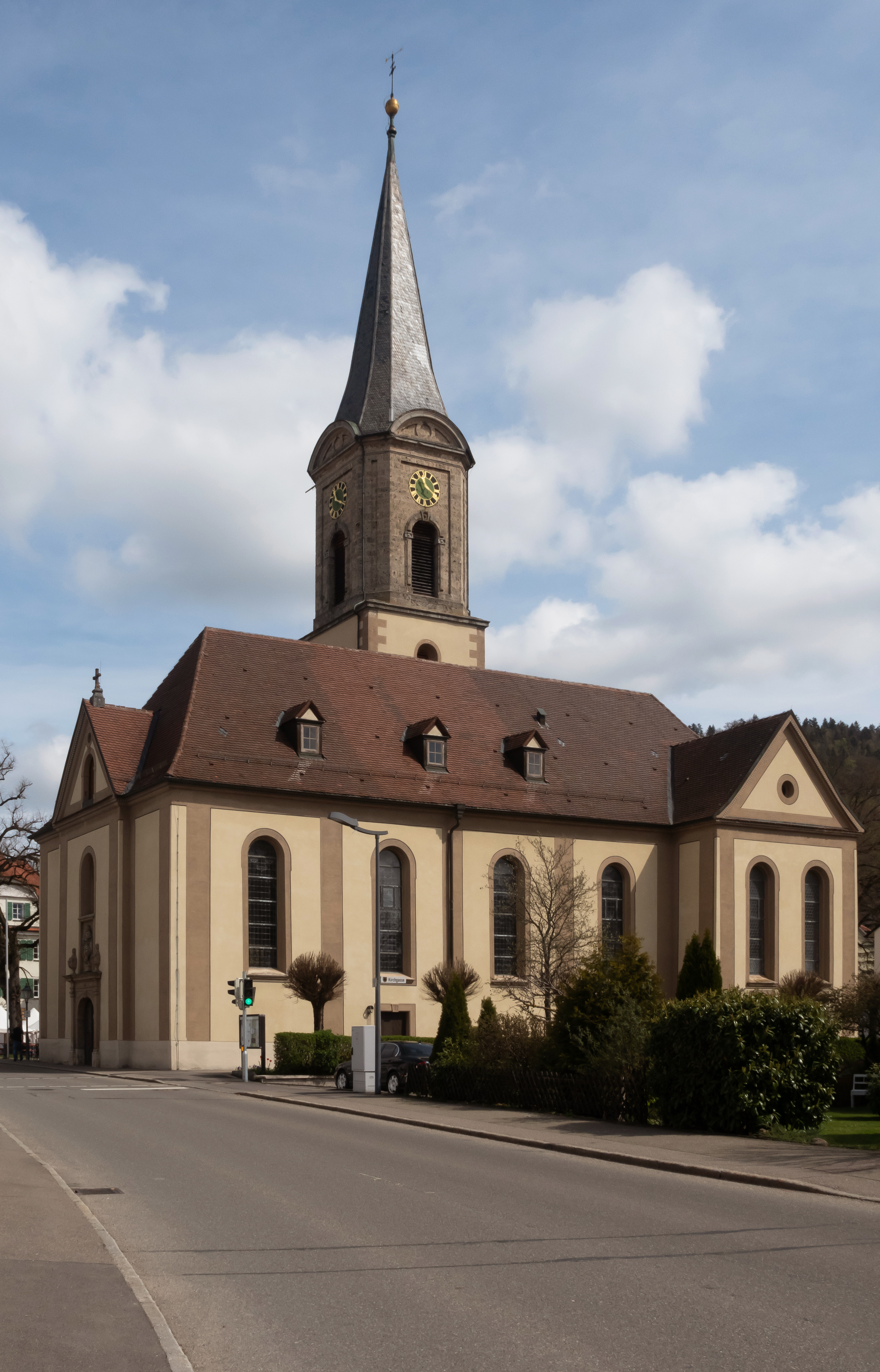
St.-Gallus-Kirche von 1784

Der bäuerliche Charakter blieb bis zur Wende zum 20. Jahrhundert erhalten. Durch das starke Wachstum der Leder verarbeitenden und medizintechnischen Industrie im nahen Tuttlingen seit der Fertigstellung der Bahnstrecke Plochingen–Immendingen fanden viele Einwohner dort eine Arbeitsstelle. Durch die Gebietsreform während der NS-Zeit in Württemberg gelangte Wurmlingen 1938 zum Landkreis Tuttlingen.

### Flugzeugabsturz
Am 27. Juli 1934 stürzte ein Passagierflugzeug (Curtiss AT-32C Condor CH-170) der Swissair in ein Waldstück (Rußberg) östlich des Dorfes. Das Flugzeug befand sich auf dem Weg von Zürich nach Berlin. Unter den zwölf tödlich Verunglückten war die erste Stewardess Europas, Nelly Diener.

### Nachkriegszeit
Nach Ende des Zweiten Weltkriegs wurde Wurmlingen 1945 Teil der Französischen Besatzungszone und kam somit zum Nachkriegsland Württemberg-Hohenzollern, welches 1952 im Land Baden-Württemberg aufging. Nennenswerte Industrie entwickelte sich in Wurmlingen selbst erst in der Nachkriegszeit meist aus klein-handwerklichen Wurzeln (Graphische, Papier verarbeitende Industrie, Medizintechnik, Kfz-Zulieferer).
In der Zeit der baden-württembergischen Gebietsreform Anfang der 1970er Jahre blieb Wurmlingen trotz Bestrebungen Tuttlingens, Wurmlingen einzugemeinden, selbstständig. Die günstige Lage am Rand der prosperierenden Industriestadt Tuttlingen und das Wachstum der ansässigen Industriebetriebe ermöglichte der Gemeinde Wurmlingen fortan eine gedeihliche Entwicklung bei minimaler Pro-Kopf-Verschuldung. Seit 2002 ist die Gemeinde schuldenfrei.

## Politik

### Verwaltungsgemeinschaft
Wurmlingen gehört der Vereinbarten Verwaltungsgemeinschaft der Stadt Tuttlingen an.

### Gemeinderat
Der Gemeinderat in Wurmlingen besteht aus den 14 gewählten ehrenamtlichen Gemeinderäten und dem Bürgermeister als Vorsitzendem. Der Bürgermeister ist im Gemeinderat stimmberechtigt. Die Kommunalwahl am 9. Juni 2024 führte zu folgendem Endergebnis. Die Wahlbeteiligung betrug 67,7 %.
| Liste / Partei        | Stimmen | Sitze |
| CDU                   | 55,93 % | 8     |
| Bürger für Wurmlingen | 44,07 % | 6     |

### Wappen und Flagge
| | Blasonierung: „In Gold ein nach links gekehrter stehender feuerspeiender schwarzer Lindwurm.“ |
| Wappenbegründung: Bereits in den 1930 gebrauchten Dienstsiegeln der Gemeinde ist der Lindwurm als Siegelbild, allerdings ohne Schild, enthalten. Als „redendes“ Bild für den Ortsnamen bot er sich auch für ein regelrechtes Gemeindewappen an, dessen Farben auf Vorschlag der Archivdirektion Stuttgart im Jahre 1935 von der Gemeinde festgelegt wurden. Die schwarz-goldene Tingierung dürfte ihr Vorbild in den württembergischen Farben haben. Wurmlingen, bis 1802 zur konstanzischen Herrschaft Konzenberg gehörig, war 1806 durch Tausch von Baden an Württemberg gekommen. |                                                                                               |

|  | 00Banner: „Das Banner ist schwarz-gelb längsgestreift mit dem aufgelegten Wappen oberhalb der Mitte.“ |
|  | 00Hissflagge: „Die Flagge ist schwarz-gelb quergestreift mit dem Wappen in der Mitte.“                |

## Kultur und Sehenswürdigkeiten
Die Kommune ist dem Tourismusverband „Donaubergland“ angeschlossen. Wurmlingen liegt an der Römerstraße Neckar–Alb–Aare.

### Bauwerke

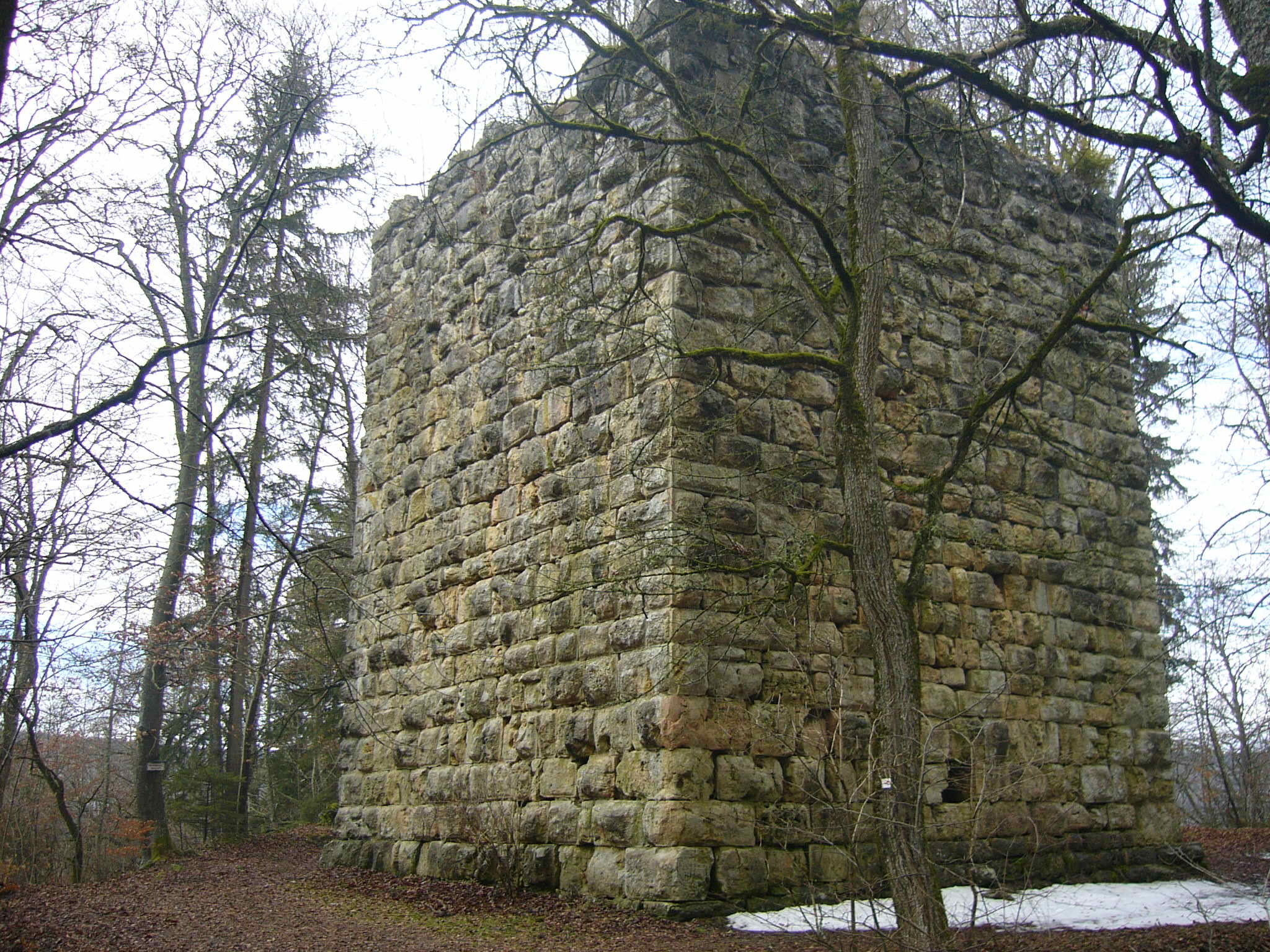
Ruine der Burg Konzenberg

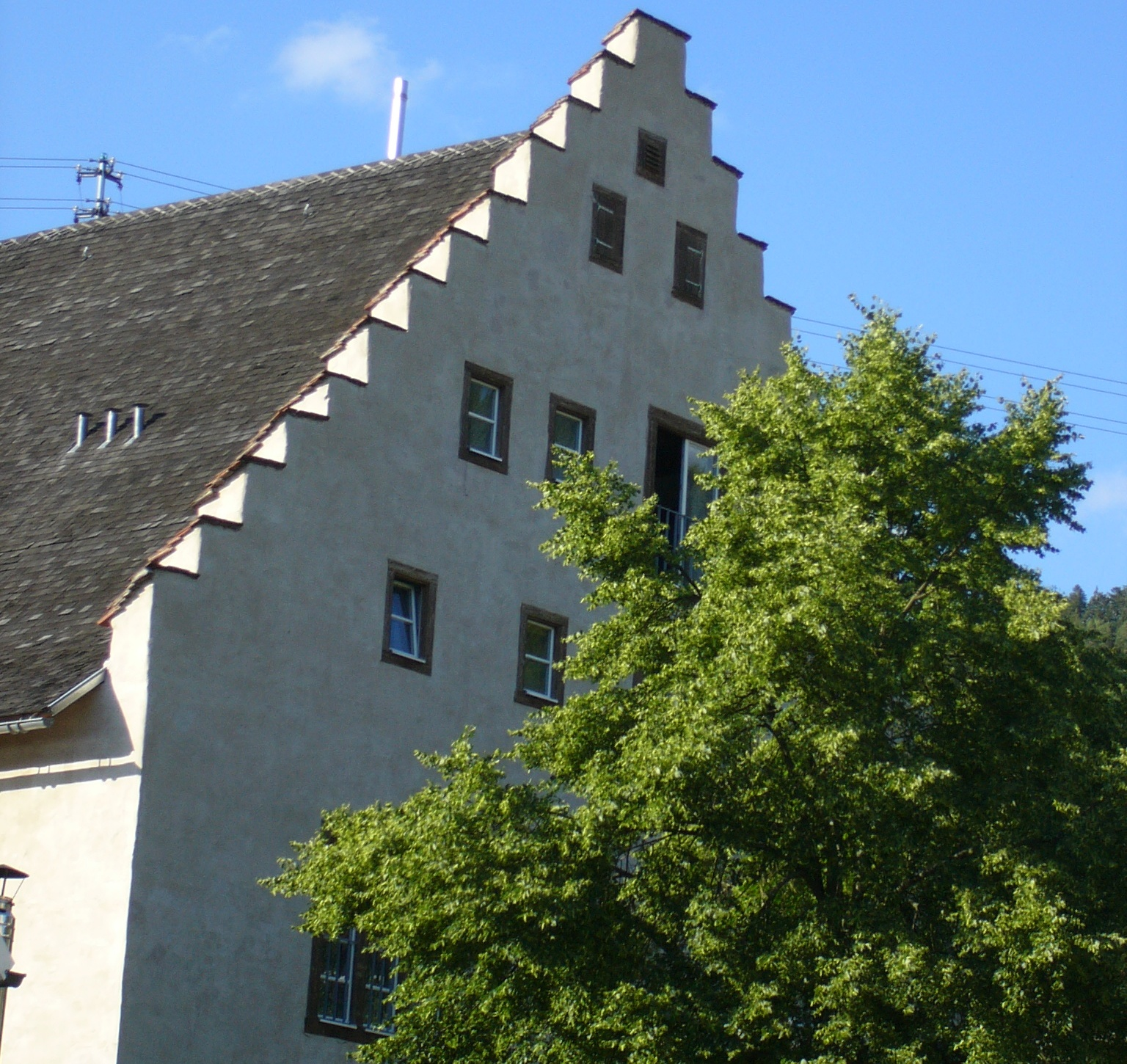
Mittelalterliches Haus „Hohbiehl“

- Römisches Bad (Reste unter einem Schutzhaus)
- Ruine Konzenberg, 2 Kilometer südwestlich des Ortes
- Das älteste noch genutzte Gebäude ist der sogenannte Hohbiehl (erbaut etwa 1300) mit seinen charakteristischen Staffelgiebeln.
- Das ehemalige Schloss (erbaut 1600–1602) beherbergt heute einen Teil der ansässigen Gemeinschaftsschule (Konzenbergschule).
- Die sogenannte alte Vogtei (ursprünglich erbaut um 1500, 1985 abgetragen und originalgetreu rekonstruiert) wird als Vereinshaus genutzt. Im Dachgeschoss befindet sich ein bäuerliches Museum.
- Katholische St.-Gallus-Kirche, erbaut 1782–1784 unter dem Fürstenbergischen Baumeister und Hofkammerrat Franz Joseph Salzmann im klassizistischen Stil.

### Fastnacht
In der Wurmlinger Fasnet spielen drei Figuren eine wichtige Rolle: Hansele, Fuchs und Krattenweible. Diese entstanden in den 1970er Jahren, z. T. nach historischen Vorbildern:
Das Hansele ist ein Weißnarr, der Fuchs ein „Blätzlenarr“, der die Farben grün, gelb, blau und rot trägt. Die größte Gruppe der Wurmlinger Narren bilden die Krattenweible.

## Wirtschaft und Infrastruktur

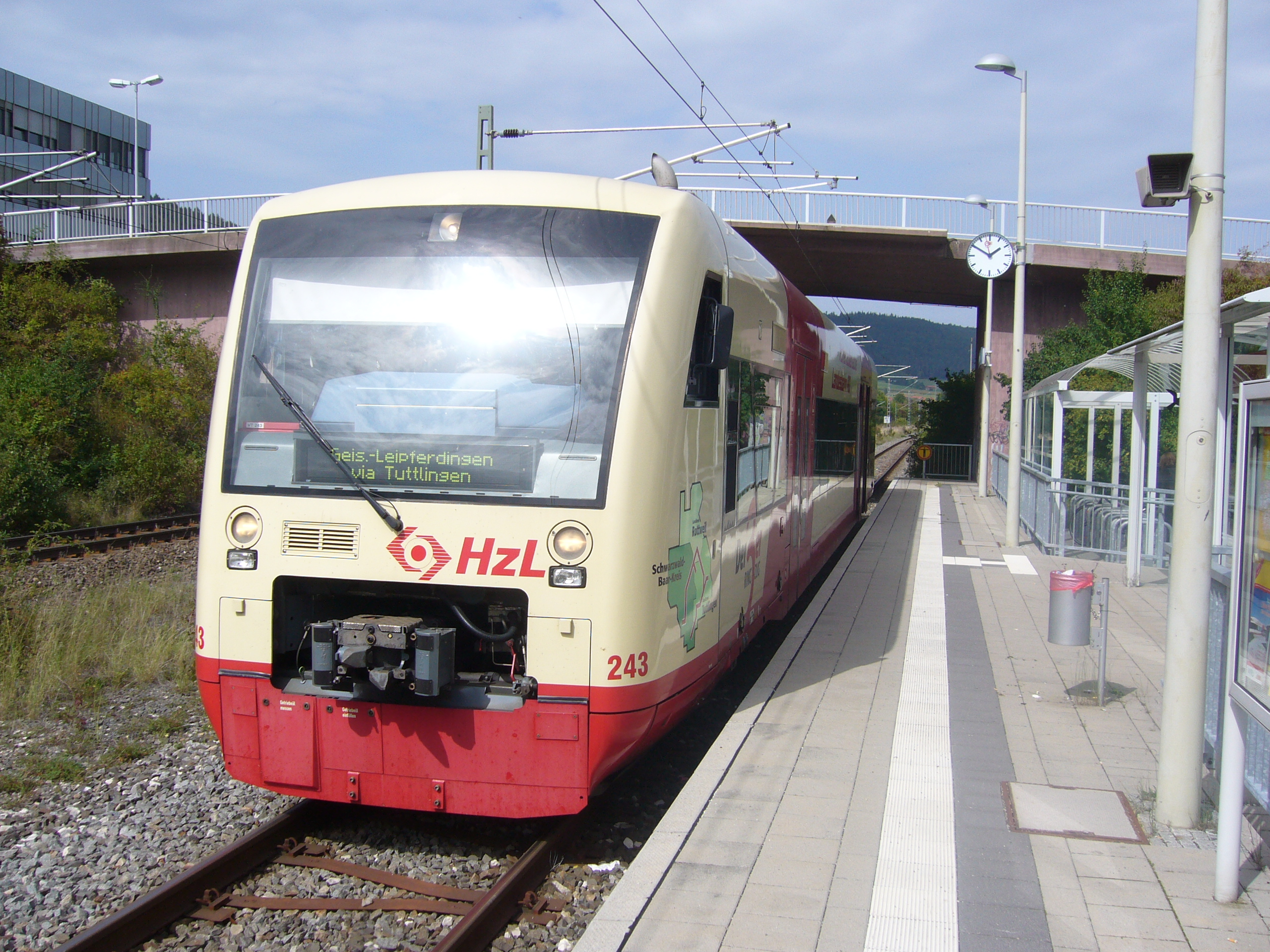
Ringzug im Bahnhof Wurmlingen Nord

Neben vier Unternehmen mit mehr als 100 Mitarbeitern gibt es eine große Zahl kleiner Betriebe. Regional bekannt ist die 1782 gegründete Hirsch-Brauerei Honer.
Insgesamt verfügt die Gemeinde über 1200 Arbeitsplätze. Dennoch wird die Zahl der Einpendler (880) von der der Auspendler (1050) deutlich übertroffen.

### Verkehr
Wurmlingen liegt an der Bundesstraße 14 sowie an der Bahnstrecke Plochingen–Immendingen. Der Ringzug gewährleistet werktags stündliche Zugverbindungen in Richtung Tuttlingen, Immendingen und Rottweil. Zusätzlich ist Wurmlingen durch die Buslinie 8 an den Stadtverkehr Tuttlingen angebunden und in den Verkehrsverbund Schwarzwald-Baar-Heuberg integriert.
Durch eine Alltagsroute aus dem Radnetz Baden-Württemberg ist Wurmlingen mit Tuttlingen und in der anderen Richtung über Rietheim-Weilheim und Spaichingen mit Rottweil verbunden.

## Persönlichkeiten

### Söhne und Töchter der Gemeinde
- Fidelis Butsch (1805–1879), Antiquar
- Josef Ehrhart (1859–1926), württembergischer Oberamtmann
- Alfred Heizmann (1949–2017), Lehrer, Mundartdichter und Fasnachtsredner

### Persönlichkeiten, die mit der Gemeinde in Verbindung stehen
- Georg Martin Dursch (1800–1881), katholischer Theologe und Kunstsammler, war von 1842 bis 1850 Dekan und Pfarrer in Wurmlingen
- Franz Egger (1882–1945), katholischer Pfarrer, Gegner des Nationalsozialismus; verbrachte sein letztes Lebensjahr in Wurmlingen
- Hans Volle (* 1939), ehemaliger Landrat des Kreises Tuttlingen; wohnt in Wurmlingen